# Uwe B. Sleytr

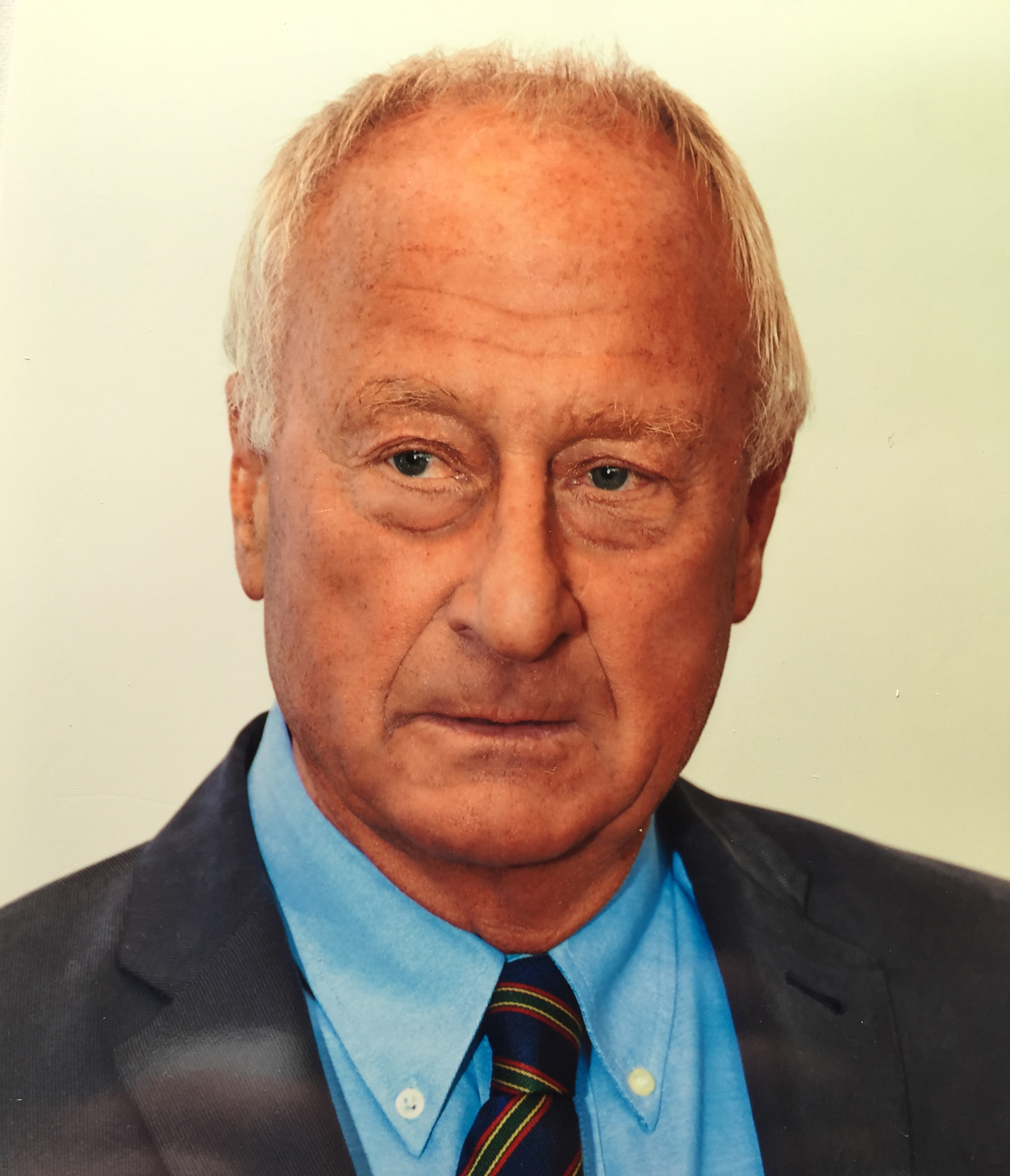
Uwe Bernd Sleytr (2017)

Uwe Bernd Sleytr (* 15. Juli 1942 in Wien) ist ein emeritierter Universitätsprofessor für Mikrobiologie und ehemaliger Vorstand des Departments für Nanobiotechnologie der Universität für Bodenkultur Wien. Er ist wirkliches Mitglied der mathematisch-naturwissenschaftlichen Klasse der Österreichischen Akademie der Wissenschaften.

## Leben
Uwe Sleytr studierte Lebensmittel- und Biotechnologie an der Universität für Bodenkultur Wien. Nach seiner Promotion zum Dr. nat. techn. verbrachte er Post-Doc-Aufenthalte am Medical Research Council Laboratory of Molecular Biology und dem Strangeways Research Laboratory in Cambridge (1972–1975) mit einem Fellowship des Medical Research Council. 1973 erfolgte die Habilitation für das Fach „Allgemeine Mikrobiologie“ und Aufenthalte (1977–1978) als Visiting Professor am Department of Microbiology and Immunology der Temple University in Philadelphia.
Nach Berufungen im Inland (Ordinariat für Mikrobiologie der Universität Wien) und Ausland (Vorstand des Instituts für Chemie am GKSS-Forschungszentrum Geesthacht in Schleswig-Holstein sowie C4-Professur am Institut für Technische und Makromolekular-Chemie an der Universität Hamburg) folgte die Berufung (ad personam sui generis) zum Vorstand des Departments für NanoBiotechnologie (vormals Zentrum für Ultrastrukturforschung und Ludwig Boltzmann Institut für Molekulare Nanotechnologie) der Universität für Bodenkultur Wien.
Uwe Sleytr war Mitbegründer der NanoBiotech-Unternehmen Nanosearch und Nano-S. Seit Oktober 2010 ist er Professor emeritus am Department für NanoBiotechnologie der Universität für Bodenkultur Wien.
Uwe Sleytr ist seit 1968 verheiratet mit Henriette Will, mit der er eine Tochter hat. Er war Freestyle-Windsurfer und betreibt noch immer Schwimmen als Fitnesssport.

## Forschung und Lehre
Die Forschungsgebiete Sleytrs umfassen Nanobiotechnologie und molekulare Nanotechnologie, Mikrobiologie, Molekularbiologie, synthetische Biologie, Biomimetik, die Entwicklung molekularer Baukastensysteme, Untersuchungen zur Aufklärung der Struktur, Chemie, Morphogenese, Funktion und Anwendungspotential von kristallinen Bakterienzellwandschichten (S-Schichten). Darüber hinaus befasst sich Sleytr mit der Verbindung und Wechselwirkung von Wissenschaft und Kunst.

### Kryopräparationstechniken für die Transmissions-Elektronenmikroskopie
Bereits während seiner Dissertation beschäftigte er sich mit der Verbesserung von elektronenmikroskopischen Präparationstechniken für biologische Präparate unter besonderer Berücksichtigung der Gefrierätztechnik (Gefrierbruchtechnik). Gemeinsam mit Walter Umrath von der Firma Leybold-Heraeus entwickelte er eine Gefrierätzanlage, mit der im Hochvakuum kontaminationsfreie höchstauflösende Schwermetall-Kohlenstoff Replika von Proben für transmissions-elektronenmikroskopische Untersuchungen hergestellt werden konnten. Diese Methode erlaubte erstmals die Auswertung von Strukturen komplementärer Bruchflächen, die bei Temperaturen bis 4 K hergestellt wurden. Mit Hilfe dieser Verfahren gelang der Nachweis, dass Biomembranen entlang der zentralen Ebene der Lipiddoppelschicht brechen. Dieser Befund unterstützte das für Biomembranen postulierte fluid mosaic model. Zudem konnte der Nachweis erbracht werden, dass im Zuge des Gefrierbruchs von biologischen und synthetischen Polymeren, selbst bei 4 K, plastische Deformationen auftreten und somit zur Bildung von Präparations-Artefakten führen können.

### S-Schichten
Mit Hilfe der Gefrierätztechnik konnte Sleytr im Jahre 1966 nachweisen, dass thermophile Bakterien auf ihrer Zellwandoberfläche kristalline Strukturen ausbilden. Für diese Schichten, die aus monomolekularen Proteingittern bestehen, wurde von ihm die Bezeichnung „S-Layer“ („S“ engl. für „surface“) eingeführt. Da die klassischen Versuchsorganismen, Escherichia coli und Bacillus subtilis, keine S-Schichten aufweisen, wurde in der Wissenschafts-Community die Relevanz dieser Beobachtung zunächst nicht reflektiert. Sleytr hat mit seinen Arbeiten aber wesentlich dazu beigetragen, dass heute anerkannt wird, dass die meisten Bakterien und nahezu alle Archaeen S-Schichten als Zelloberflächenstruktur ausbilden. Bezogen auf die Biomasse von prokaryotische Mikroorganismen zählen S-Schichten somit auch zu den häufigsten in der Natur vorkommenden Biopolymeren.
Während seiner PostDoc-Zeit in Cambridge gelang Sleytr gemeinsam mit Karin Thorne der Nachweis, dass S-Schichten auch aus Glykoproteinen bestehen können. Damit war auch der erste Nachweis für die Glykosylierung eines Exoproteins bei Bakterien erbracht. Später etablierte Sleytr am Department für Nanobiotechnologie in Wien einen Forschungsschwerpunkt für S-Schicht-Glykobiologie. Seine Untersuchungen zur dynamischen Selbstorganisation von S-Schichten auf wachsenden und sich teilenden Zellen sowie die Assemblierung isolierter S-Schichtmonomere in vitro haben gezeigt, dass S-Schichten die einfachsten Proteinmembranen mit genau definierten Porenstrukturen darstellen, die im Zuge der Evolution entwickelt wurden. Diese Ergebnisse waren auch die Basis für die Herstellung großflächiger S-Schicht-Ultrafiltrations-Membranen mit streng definierten Trenngrenzen.
Beginnend mit 1985 befasste sich Sleytr neben der Grundlagenforschung mit der nanobiotechnologischen Nutzung von S-Schichten. Wesentliche Anwendungsgebiete leiten sich davon ab, dass es gelang S-Schicht-Proteine mit anderen funktionellen Proteinen (z. B. Liganden, Antigene, Antikörper, Enzyme, Peptide) zu fusionieren und diese auf festen Trägern (z. B. Metalle, Halbleiter, Graphen, Polymere) und Lipidmembranen einschließlich Liposomen und Emulsomen in Form regelmäßiger Gitter zu assemblieren. Aufgrund ihrer einzigartigen repetitiven physikochemischen Eigenschaften konnten S-Schichten in Kombination mit anderen Biomolekülen (Proteinen, Lipiden, Kohlenhydraten, Nucleinsäuren usw.) und Nanopartikel als Strukturelemente (patterning elements) und Basisbausteine zur Herstellung von zum Teil sehr komplexen supramolekularen Strukturen einschließlich funktioneller Biomembranen verwendet werden. Damit öffnete sich auch ein breites Anwendungsspektrum für S-Schichten in der synthetischen Biologie, der Biomimetik und der Nanotechnologie.

## Künstlerische Aktivitäten
Ein wesentlicher Teil des künstlerischen Wirkens von Uwe Sleytr betrifft die Visualisierung des Potentials der synthetischen Biologie in Bezug auf das evolutionäre Geschehen insbesondere die Weiterentwicklung des Menschen. Während über Fossilienfunde und den immer genaueren molekularbiologischen Daten eine verlässliche Rekonstruktion der Wege der Evolution zu den heute existierenden Lebensformen, einschließlich des Menschen in seiner gegenwärtigen Ausprägung, möglich wird, ist über diese Information eine seriöse Vorhersage der weiteren Entwicklung des Lebens nicht einmal ansatzweise möglich. Sleytrs Kunstschaffen betrifft vor allem die Frage: „Was bedeutet es, dass wir methodisch an der Schwelle stehen, die bisherigen Bedingungen und Grundprinzipien des evolutionären Geschehens zu verlassen?“ Faktum ist, dass der Mensch mit Hilfe der synthetischen Biologie in das Evolutionsgeschehen eingreifen kann. Der Mensch ist somit auch das erste Lebewesen, das die Fähigkeit erlangt hat, seine eigene Erbsubstanz zu manipulieren und über genome editing und „self-enhancement“ sein eigenes evolutionäres Geschehen zu beeinflussen. Die synthetische Biologie weist damit in Richtung eines bisher nur als Utopie angedachten Neulands. Davon leitet sich auch ab, dass sich der Mensch in seiner gegenwärtigen Manifestation sehr bewusst als zeitlich limitierter Abschnitt im fortlaufenden evolutionären Geschehen erkennt. Sleytr zeigt, dass über eine künstlerische Ausdrucksweise genau diese Themen- und Fragestellungen behandelt werden können. Seine Kunst veranschaulicht eine Extrapolation ins Ungewisse und Unvorstellbare. Es stellt sich für ihn die Grundsatzfrage: „Können wir überhaupt auf der Ebene des menschlichen Erkenntnishorizonts mit all den Informationen und Daten, die wir haben und noch hervorbringen werden, eine von uns abgeleitete nächste Evolutionsstufe seriös andenken oder gar planen?“
Zur Visualisierung der unvorstellbaren Zukunft eines selbstinduzierten evolutionären Geschehens und einer posthumanen Zukunft, in der der Mensch die Entwicklung des Lebens von seinen bisherigen evolutionären Regeln entkoppelt, verwendet er maskenartige Skulpturen und davon abgeleitete Produkte. Sleytrs Skulpturen haben eine stark suggestive Wirkung und damit das Potential tiefe archaische Ebenen unseres Bewusstseins anzusprechen. Sie eignen sich besonders dazu, die Phantasie bei der Wissensvermittlung zum Potential der synthetischen Biologie anzuregen.

## Publikationen und Patente
Sleytr ist Autor oder Co-Autor von etwa 420 wissenschaftlichen Arbeiten und zahlreicher internationaler Patente auf den Gebieten der Biotechnologie, Membrantechnik, Impfstoffentwicklung, der Molekularen Nanotechnologie und Genetik von prokaryotischen Exoproteinen.
- Curiosity and Passion for Science and Art “S-Layer Proteins of Bacteria and Archaea”, 488 pages, Series in Structural Biology Vol 7, World Scientific, 2016. ISBN 9813141816.
- Zusammen mit P. Messner, D. Pum und M. Sára (Hrsg.): Crystalline Bacterial Cell Surface Proteins. In: Molecular Biology Intelligence Unit. Academic Press, R.G. Landes Company, Austin, USA, 1996.
- Zusammen mit P. Messner, D. Pum und M. Sára (Hrsg.): Immobilised Macromolecules: Application Potentials, 212 Seiten. In: Springer Series in Applied Biology. Springer-Verlag, London, Berlin, Heidelberg, New York, Paris, Tokyo, Hong Kong, Barcelona, Budapest, 1993
- Zusammen mit P. Messner, D. Pum und M. Sára (Hrsg.): Crystalline Bacterial Cell Surface Layers, 193 Seiten. Springer-Verlag Berlin, Heidelberg, New York, London, Paris, Tokyo, 1988.
- Zusammen mit A. W. Robards: Low temperature methods in electron microscopy, 550 Seiten. In: A.M. Glauert (ed) Practical Methods in Electron Microscopy. Elsevier, Amsterdam, New York, 1985.

Kryopräparationstechniken
- U.B. Sleytr, A.W. Robards. Plastic deformation during freeze-cleavage: a review. J. Microsc. 110 (1977) 1-25.
- U.B. Sleytr, A.W. Robards. Freeze-fracturing: a review of methods and results. J. Microsc. 111 (1977) 77-100.
- A.W.Robards and U.B. Sleytr. 1985. Low temperature methods in electron microscopy, 550 pages. In: A.M. Glauert (ed.) Practical Methods in Electron Microscopy. Elsevier, Amsterdam, New York.

S-Schichten
- Sleytr UB (1975) Heterologous reattachment of regular arrays of glycoproteins on bacterial surfaces. Nature 257, 400-402. doi:10.1038/257400a0
- Sleytr UB, Messner P, Pum D and Sára M (1999) Crystalline bacterial cell surface layers (S- layers): From supramolecular cell structure to biomimetics and nanotechnology. Angew. Chem. Int. Ed. 38(8), 1035-1054. https://doi.org/10.1002/(SICI)1521-3773(19990419)38:8<1034::AID-ANIE1034>3.0.CO
- Schuster B and Sleytr UB (2006) Biomimetic S-layer supported lipid membranes. Curr Nanosci 2, 143-152. doi:10.2174/157341306776875749
- Ilk N, Egelseer EM and Sleytr UB (2011) S-layer fusion proteins - construction principles and applications. Current Opinion in Biotechnology 22(6), 824-831. doi:10.1016/j.copbio.2011.05.510
- Sleytr UB, Schuster B, Egelseer EM and Pum D (2014) S-layers: principles and applications. FEMS Microbiol Rev 38(5), 823-864. doi:10.1111/1574-6976.12063
- Pum D and Sleytr UB (2014) Reassembly of S-layer proteins. Nanotechnology 25(31), 312001. doi:10.1088/0957-4484/25/31/312001
- Ücisik MH, Küpcü S, Breitwieser A, Gelbmann N, Schuster B and Sleytr UB (2015) S-layer fusion protein as a tool functionalizing emulsomes and CurcuEmulsomes for antibody binding and targeting. Colloids and Surfaces B-Biointerfaces 128, 132-139. doi:10.1016/j.colsurfb.2015.01.055
- Ücisik MH, Sleytr UB and Schuster B (2015) Emulsomes meet S-layer proteins: An emerging targeted drug delivery system. Current Pharmaceutical Biotechnology 16(4), 392-405. doi:10.2174/138920101604150218112656
- Sleytr UB, Breitwieser A and Pum D (2019) Crystalline Cell Surface Layers (S-Layers). In: Schmidt TM (ed), Encyclopedia of Microbiology (Fourth Edition). Oxford: Academic Press, 783-792.
- Schuster B and Sleytr UB (2020) Nanotechnology with S-layer Proteins. Methods Mol Biol 2073, 195-218. doi:10.1007/978-1-4939-9869-2_12
- Pum D, Breitwieser A and Sleytr UB (2021) Patterns in Nature - S-Layer Lattices of Bacterial and Archaeal Cells. Crystals 11(8), 869. doi:10.3390/cryst11080869
- Schuster B and Sleytr UB (2021) S-Layer Ultrafiltration Membranes. Membranes 11(4). doi:10.3390/membranes11040275
- Qing R, Xue MT, Zhao JY, Wu LD, Breitwieser A, Smorodina E, Schubert T, Azzellino G, Jin D, Kong J, Palacios T, Sleytr UB and Zhang SG (2023) Scalable biomimetic sensing system with membrane receptor dual-monolayer probe and graphene transistor arrays. Science Advances 9(29). doi:10.1126/sciadv.adf1402
- Buhlheller C, Sagmeister T, Grininger C, Gubensak N, Sleytr UB, Uson I and Pavkov-Keller T (2024) SymProFold: Structural prediction of symmetrical biological assemblies. Nature Communications 15(1), 8152. doi:10.1038/s41467-024-52138-3
- Sleytr UB and Pum D. (2025) S-layers: From a serendipitous discovery to a toolkit for nanobiotechnology. Quarterly Review of Biophysics 58, e4, 1-49. doi:10.1017/S0033583524000106

## Auszeichnungen und Mitgliedschaften (Auswahl)
- Franz-Schwackhöfer-Preis des Vereins Österreichischer Lebensmittel- und Biotechnologen, 1970
- Sandoz (Novartis) Preis, 1971
- Diplom der Royal Microscopical Society, Oxford, Großbritannien, 1975
- Fulbright Senior Visiting Scholar, USA 1977
- Förderungspreis der Stadt Wien für Wissenschaft, 1983
- Wissenschaftspreis der Wiener Wirtschaft, 1983
- EUREKA-Erfindermedaille, 1988 (gemeinsam mit Prof. Sára)
- Innitzer-Würdigungspreis für Naturwissenschaften, 1989
- Mitglied der New York Academy of Sciences seit 1994
- Wahl zum korrespondierenden Mitglied der Österreichischen Akademie der Wissenschaften (ÖAW), 1992
- Wahl zum wirklichen Mitglied der ÖAW, 1994
- Ehrenmitglied der Czechoslovak Society for Microbiology, seit 1997
- Philip Morris Forschungspreis, 1998
- Wilhelm-Exner-Medaille des Österreichischen Gewerbeverein, 1998
- Preis der Stadt Wien für Natur- und technische Wissenschaft, 1999
- Ernennung zum Honorarprofessor an der Sichuan-Universität, Chengdu, China, 2006
- Wahl zum ordentlichen Mitglied der Europäischen Akademie der Wissenschaften und Künste, 2008
- Ernennung zum Honorarprofessor an der China University of Petroleum, Qingdao, Shandong, 2010
- Ernennung zum Fellow of the American Institute for Medical and Biological Engineering (AIMBE) 2012
- Ehrenprofessur an der Jiaotong-Universität Shanghai, 2013
- Ehrennadel des Österreichischen Gewerbevereins, 2014
- Ehrenmitglied des Österreichischen Gewerbevereins, 2014

Sonstige Aktivitäten
- Life Member des Clare Hall College Cambridge, Großbritannien, seit 1982
- Mitglied des DECHEMA-Fachausschusses Chemische Reaktionstechnik (Arbeitsausschuss „Membrantechnik“), 1987–1993
- Senator der Fachgruppe Lebensmittel- und Biotechnologie an der Universität für Bodenkultur Wien und Präses der 1. Diplomprüfungskommission, 1990–1992
- Fachreferent für Biologie und Molekularbiologie im Österreichischen Fonds zur Förderung der wissenschaftlichen Forschung (FWF), 1982–1990
- Mitglied des Österreichischen Forschungsförderungsrates, 1994–1998
- Mitglied des Senats der Christian-Doppler-Gesellschaft, 1988–2001
- Mitglied des Komitees für APART-Stipendien der ÖAW, 1993–2002
- Mitglied der Struktur und Planungskommission der ÖAW (später Akademierat seit 2011) sowie Mitglied in Kuratorien der ÖAW (Institut für Sensor- und Aktuatorsysteme sowie Institut für Biophysik und Nanosystemforschung)
- Vorstandsmitglied der Österreichischen Gesellschaft für Elektronenmikroskopie, 1980–1996
- Vorstandsmitglied der Österreichischen Gesellschaft für Hygiene, Mikrobiologie und Präventivmedizin, 1983–2018
- Vizepräsident der Erwin-Schrödinger-Gesellschaft für Mikrowissenschaften, 1988–1996
- Präsident der Erwin-Schrödinger-Gesellschaft für Nanowissenschaften, 1999–2002; 2002–2010 Vizepräsident
- Vertreter des FWF im Forschungsförderungsfonds für die Gewerbliche Wirtschaft - FFF, 1997–2001
- Kuratoriumsmitglied für den Novartis-Preis, 1998–2007
- Präsidialrat des Österreichischen Gewerbevereins und Geschäftsführer der Wilhelm-Exner-Medaillen Stiftung, 2001–2014
- Vorsitzender des lokalen Wissenschaftlichen Beirates des Forschungszentrum für Molekulare Medizin (CeMM) der ÖAW, 2002–2007
- Mitglied des Scientific Advisory Committee (SAC) of the International Society for Nanoscale Science, Computation and Engineering (ISNSCE), 2004–2009
- Mitglied des Advisory Board des CALIT NanoBio Steering Committee, Center of Advanced Learning in Information Technologies (ICAM), Belgien, 2006–2009
- Mitglied des Finanzkuratoriums der ÖAW, 2009–2011
- Mitglied der Delegiertenversammlung des Fonds zur Förderung der Wissenschaftlichen Forschung, 2009–2015
- Mitglied des Akademierats und Prüfungsausschuss der ÖAW, seit 2011
- Mitglied der Kommission für Wissenschaftsethik der ÖAW, seit 2011
- Mitglied des Studienausschusses des Kardinal-Innitzer-Studienfonds, seit 2024